# Adam Lopez
Adam Lopez Costa (Brisbane, 26 de agosto de 1975) es un músico y profesor de canto australiano. Es conocido por su capacidad para producir notas extremadamente altas en su registro de silbido y por su extensa gama vocal. Actualmente es titular del récord mundial Guinness por cantar la nota más alta (por un hombre) y un medio paso por debajo de la E en la octava (E♭8), o un tono y un semitono por encima de la nota más alta en un estándar de 88- el piano clave. Actualmente dirige la facultad vocal en la Escuela Australiana de Sheldon College of the Arts.[cita requerida]

## Biografía
López fue el segundo de tres hijos nacidos de padres españoles, Manuel Jesús López Pérez y María del Rosario Costa Velasco. Sus padres eran músicos. Después de haber comenzado a cantar a la edad de tres años, López fue un tiple (soprano niño) por diez años. Después de terminar la escuela secundaria, López estudió canto en el Conservatorio de Música de Queensland en la Universidad de Griffith en Australia. Pasó cinco años allí estudiando ópera, aunque pasó un total de diez años en desarrollo de sus habilidades vocales distintivas.
Además del trabajo en solitario, López ha trabajado como cantante de sesión, cantando coros para Mariah Carey, Debelah Morgan, Keith Urban, Vanessa Amorosi, y otros artistas australianos. También ha trabajado en televisión y radio.
Su álbum de 2008 titulado Latino Hasta El Fin del Tiempo cuenta con músico de jazz australiano James Morrison en la trompeta.

## Reconocimiento mundial en Récords Guinness
Según el Libro Guinness de los Récords, López tiene el récord mundial de más alta nota vocal producida por un hombre. Ese tono se designa E ♭ 8 en notación nota de octava; es tres semitonos por encima de la nota más alta en un piano de cola estándar o 4435 Hz. Antes de lograr este récord, López ocupó el anterior récord mundial Guinness por cantar un D7 en 2003. Rompió su propio récord en junio de 2005.
Aunque su tesitura se encuentra en el registro de tenor, López se puede clasificar como un soprano, debido a su capacidad de cantar como tal.

## Discografía

### Álbumes de estudio
- 2005 : The Popera E.P
- 2006 : Showstopper
- 2008 : Till the End of Time
- 2014 : Kaleidoscope

### Sencillos
- 2014 : When All Is Said And Done
- 2014 : Paper Boat
- 2015: You / Holiday